# Irački Turkmeni
Irački Turkmeni (tur. Irak Türkmenleri), treća nacionalna skupina po zastupljenosti u Iraku, vrlo srodna Turcima. Uglavnom naseljavaju sjeverni Irak i dijele bliske kulturne i jezične veze s Turskom.
Irački Turkmeni potomci su Turkijaca koji su se naseljavali u valovima na područje Mezopotamije od 7. stoljeća do osmanske vlasti. Prvi val doseljavanja dogodio se u 7. stoljeću kada je oko 5000 turkmenskih vojnika bilo uvojačeno u muslimansku vojsku Ubajada Alaha ibn Zijada. međutim, većinu tih doseljenika asimiliralo je mjesno arapsko pučanstvo. Drugi val doseljenika činili su Turkijci Seldžučkog Carstva; potom, treći val turkmenskih doseljenika, koji je bio i najveći, zbio se u vrijeme Osmanskog Carstva. Nakon osvajanja Iraka od strane sultana Sulejmana Veličanstvenog koje se zbilo 1534., a potom i Muratovoog uzeća Bagdada 1638., došlo je do velikog priljeva turskih useljenika u iračku regiju. Stoga, većina iračkih Turkmena potječe od osmanskih vojnika, trgovaca i državnih službenika koje je u Irak dovela osmanska vlast.
Nakon uspostavljanja Republike Turske 1923., irački Turkmeni tražili su pripajanje Mosulskog vilajeta novnoastaloj Republici, kako bi postali državljani turske države. No, nakon pada osmanske vlasti, irački Turkmeni bili su izloženi jačanju diskriminacijske politike protiv njih koju su provodile kasnije vlasti. Primjer su pokolji u Kurkuku 1923., 1947. 1959. i 1979. kada je Baasistička stranka sve više diskriminirala iračku turkmensku zajednicu. Iako su u Ustavu iz 1925. priznati kako konstitutivni narod Iraka, zajedno s Arapima i Kurdima, kasnije im je ovaj status bio osporen.
Procjene broja iračkih Turkmena kreću se od 500 000 do tri milijuna, no bez obzira na te procjene, sigurno je da čine treću nacionalnu skupinu u Iraku. Prema popisu pučanstva iz 1957., koji se prihvaća kao posljednji pouzdani popis s obzirom na to da su kasniji popisi bili odraz arapizacije pučanstva koju je provodila Baasistička stranka, Arapi čine najbrojniju nacionalnu skupinu, a potom ih slijede Kurdi (13%) i Turkmeni (9%).
Irački Turkmeni uglavnom naseljavaju sjeverni Irak, posebice gradove Tal Afar, Mosul, Arbil, Altunkupri, Kirkuk i Bagdad.